# Jan Wolff (Musiker)

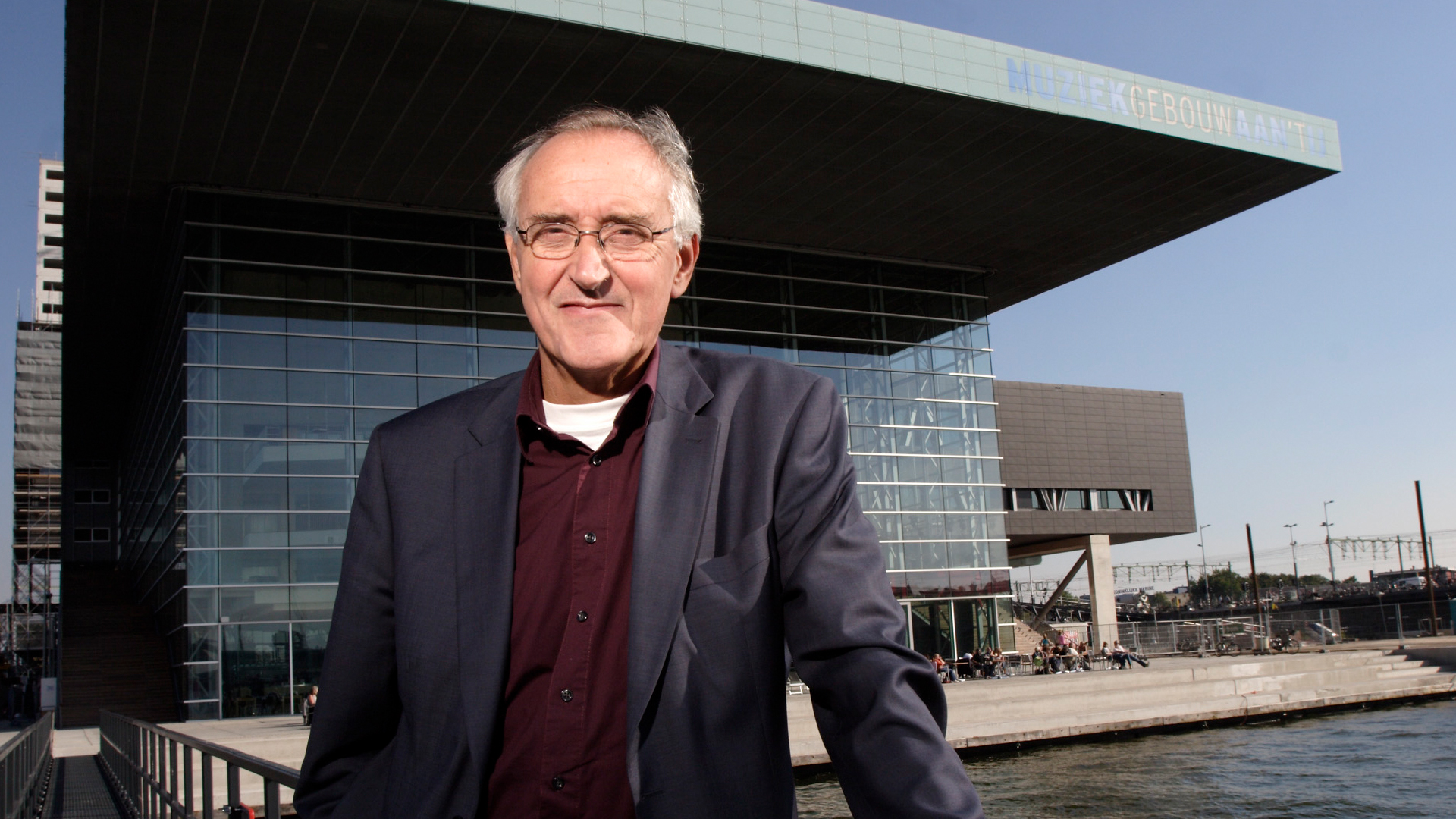
Jan Wolff vor dem Muziekgebouw aan ’t IJ

Jan Wolff (* 21. September 1941 in Amsterdam; † 22. August 2012 ebenda) war ein niederländischer Musiker (Hornist), der sich als Musikproduzent und -manager um den Konzertbetrieb der Neuen Musik in den Niederlanden sehr verdient gemacht hat.

## Leben und Wirken
Wolff studierte Horn am Conservatorium van Amsterdam. Mit 17 Jahren wurde er Mitglied im Orchester der niederländischen Oper und spielte dann als Hornist im Nederlands Blazers Ensemble. Zwischen 1969 und 1981 gehörte er dem Concertgebouw-Orchester an und war an zahlreichen Schallplatteneinspielungen beteiligt. Seit 1972 gehörte er zudem zu den Gründungsmitgliedern des Orkest De Volharding, mit denen er unter anderem Werke von Louis Andriessen, Diderik Wagenaar oder Amílcar Vásques Días uraufführte. Auch war er zwischen 1974 und 1979 Mitglied des Willem Breuker Kollektiefs; er war zudem im Rotterdamer Philharmonischen Orchester und den Orchestern des niederländischen Rundfunks zu hören.
1979 gründete Wolff das Amsterdam Zentrum für zeitgenössische Musik, De Ijsbreker (ein zu einem Konzertsaal umgebautes altes Wirtshaus), das er bis 2005 leitete und bis dahin zur international führenden Aufführungsstätte für dieses Genre entwickelte. De Ijsbreker ging dann im maßgeblich auf Wolffs Betreiben gebauten und 2005 eröffneten Muziekgebouw aan ’t IJ auf. Von dessen Öffnung bis zu seiner Pensionierung 2008 fungierte Wolff als musikalischer Leiter des Muziekgebouw aan ’t IJ.
Zur Erinnerung an Wolff entstand Sylvia Maessens Komposition Resilience, die 2013 vom Ensemble Barka uraufgeführt wurde.

## Diskographische Hinweise
- Willem Breuker Litany for the 14th of June 1966 (Relax 1966)
- Orkest De Volharding (1972–74)
- Leo Cuypers Live in Shaffy (BVHaast 1974)
- Euson Sweet Surrender (1975)
- Willem Breuker Kollektief The European Scene: Live at the Donaueschingen Music Festival (MPS, 1976)
- Orkest De Volharding Met Stukken van Afonso, Andriessen, van Manen, Vásques Días en Wagenaar (1982)
- Nedly Elstak Trompeter (1953–1983)